# خانواده جادوگر خوب
خانوادهٔ جادوگر خوب (به انگلیسی: The Good Witch's Family) یک فیلم خانوادگی کانادایی/آمریکایی در سال ۲۰۱۱ به کارگردانی کریگ پرایس است. ستاره‌های این فیلم کاترین بل، کریس پاتر، کاترین دیشر، متیو نایت و پل میلر می‌باشند. این چهارمین فیلم از سری فیلم‌های جادوگر خوب است. این فیلم در ۲۹ اکتبر ۲۰۱۱ در شبکه هالمارک اجرا شد و در ۱۹ ژانویه ۲۰۰۸ به نمایش درآمد.

## بازیگران
- کاترین بل به عنوان کاساندرا «کاسی» نایتیگل
- کریس پاتر به عنوان رئیس جیک راسل
- کاترین دیشر به عنوان مارتا تیسندال
- متیو نایت به عنوان براندون راسل
- پال میلر به عنوان شهردار تام تیسندال
- هانا اندیکات-داگلاس به عنوان لری راسل
- سارا پاور به عنوان ابیگیل
- نواه کاپ به عنوان معاون درک سندرز
- کارن ایوانی به عنوان شهروند جینی
- ریس وارد به عنوان وس منری

## انتشار
این فیلم با نام‌های مختلفی در کشورهای مختلف پخش شد.
در اسپانیا با نام El hechizo de la dama gris (طلسم لیدی گری)، در ایتالیا با عنوان Una nuova vita per Cassie (یک زندگی جدید برای کاسی) و در فرانسه به عنوان Le jardin des merveilles و Un mariage féerique (باغ شگفتی‌ها و عروسی جادویی) منتشر شد.
این فیلم در ۲۹ اکتبر ۲۰۱۱ در ایالات متحده منتشر شد، در ۵ اوت ۲۰۱۱ در انگلستان و در ۱۶ اکتبر ۲۰۱۱ در اسپانیا، در دسامبر ۲۰۱۱ و در بلژیک و در فوریه ۲۰۱۲ در ایتالیا پخش شد.